# أليخاندرو فوينمايور
أليخاندرو فوينمايور (بالإسبانية: Alejandro Fuenmayor) هو لاعب كرة قدم فنزويلي في مركز الدفاع، ولد في 29 أغسطس 1996 في ماراكايبو في فنزويلا. لعب مع هيوستن دينامو.

## وصلات خارجية
- أليخاندرو فوينمايور على موقع الدوري الأمريكي (الإنجليزية)
- أليخاندرو فوينمايور على موقع قاعدة بيانات كرة القدم.إي يو (الإنجليزية)
- أليخاندرو فوينمايور على موقع Soccerbase.com (لاعب) (الإنجليزية)
- أليخاندرو فوينمايور على موقع Soccerway.com (الإنجليزية)
- أليخاندرو فوينمايور على موقع عالم كرة القدم.نت (الإنجليزية)